# Athlétic Club Arles-Avignon
L'Athlétic Club Arles-Avignon fou un club de futbol francès de la ciutat occitana d'Arle (Provença, França), fundat el 18 de febrer de 1913.
El seu estadi porta el nom de Parc des Sports i té una capacitat d'uns 17.500 espectadors. L'equip provençal juga amb samarreta i pantalons de color blau marí amb línies vermelles.

## Història
El club fou fundat el 18 de febrer de 1913 amb el nom d'Athlétic Club Arles després de la fusió de tres equips: La Pédale Joyeuse, Arles Auto-vélo i Arles Sports. En els anys 1970 Arles-Avignon va jugar a la Ligue 2 i en el Campionat Nacional. Als anys 1970 i 1973 Arles-Avignon va aconseguir arribar als quarts de final de la Copa de França.
L'any 2009 el club occità va pujar a la Ligue 2. En aquest mateix any el club canvia el nom pel d'Athlétic Club Arles-Avignon i canvia el seu escut. L'any 2010 el club provençal va aconseguir pujar per primera vegada a la Ligue 1 després de quedar tercer a la Ligue 2.
El 10 de juliol de 2015, la DNCG anuncià que l'Arles-Avignon era descendit administrativament al Championnat de France Amateur des de la Ligue 2 per no garantir suficient capital. Durant la temporada fou dissolt.

## Palmarès
- Championnat de France amateur
  - 2007 (Grup B)
- Championnat de France amateur 2
  - 1999 (Grup D)
- Division Honneur Sud-Est Ouest
  - 1957, 1964, 1965
- Division Honneur Sud-Est Languedoc
  - 1954, 1958, 1959
- Division Honneur Régionale (Méditerranée)
  - 2010[3]
- Coupe de Provence
  - 1943, 1985

## Futbolistes destacats
Jugadors que han representat Arles-Avignon a la lliga i competició internacional, amb un mínim de 80 partits oficials o representar el seu país internacionalment.

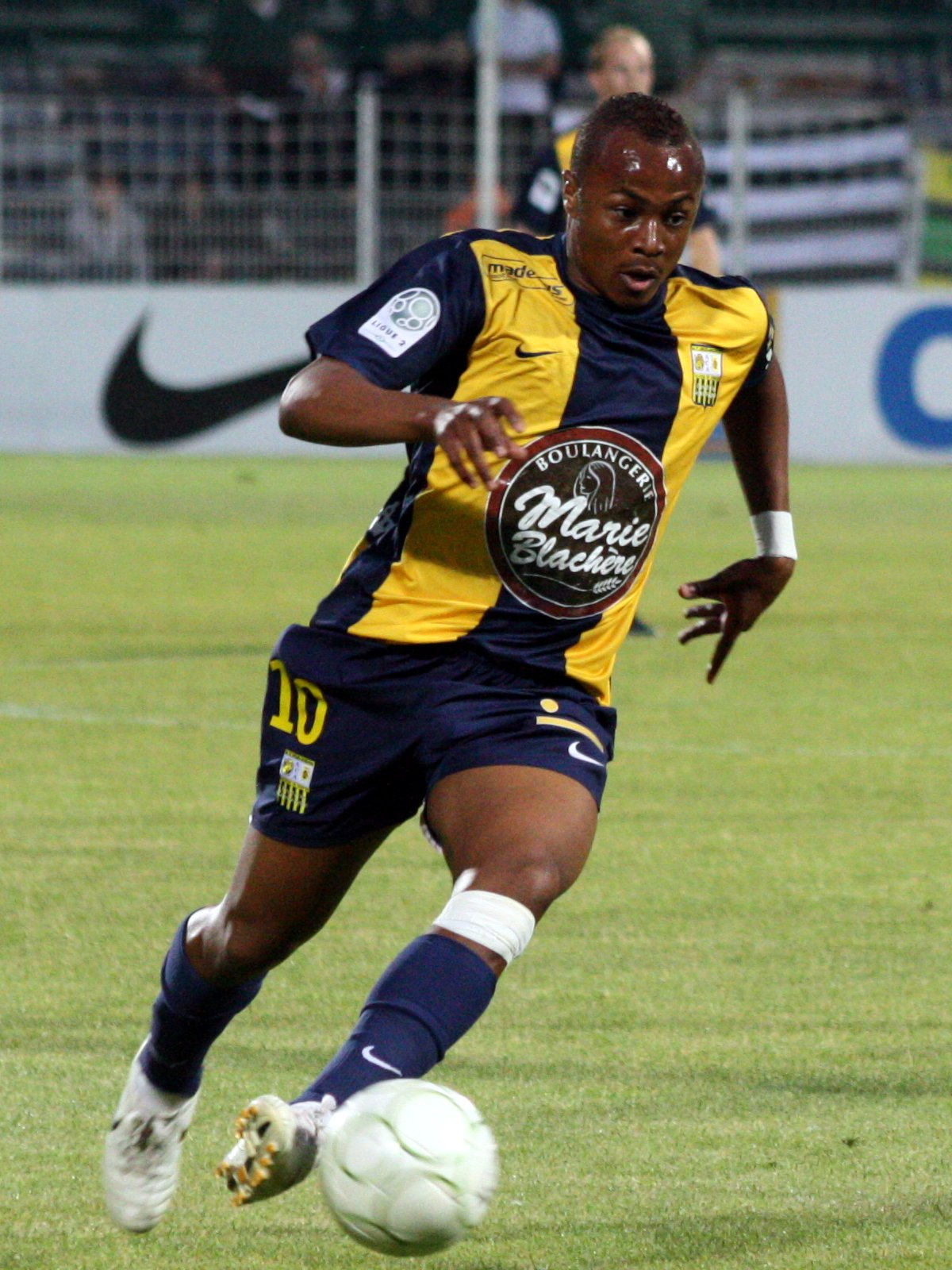
André Ayew.

| - Michel Estevan - René Exbrayat - Jean-Charles Cirilli - Emmanuel Corrèze - Christian Payan - Benjamin Psaume - Vincent Dyduch - Djibril Cissé - Angelos Charisteas - Angelos Basinas - Hameur Bouazza - André Ayew - Bobo Baldé - Kaba Diawara - Naby Yattara - Deme N'Diaye - Mamadou Niang |